# 黃金時段艾美獎
黃金時段艾美獎（英語：Primetime Emmy Awards），是電視藝術科學學院（Academy of Arts and Science of Television）為了表揚美國電視產業於黃金時段（泛指晚間時段）播映的傑出電視節目。首屆頒獎是在1949年。「艾美獎」原用作代表這個獎項，直至1970年代出現日間時段艾美獎（Daytime Emmys）才加入「黃金時段」以表示二者之差異。
黃金時段艾美獎通常舉辦於九月中的星期天，避免與秋季美國許多電視節目的首播日期衝突。現時美國四大免費電視台，ABC、CBS、FOX及NBC輪流負責播映頒獎典禮。由於NBC亦於星期天直播美式足球賽事，故此近年（2006及2010年）輪到NBC播映艾美獎典禮時會推前至八月末播出。
艾美獎被視為電視界的最高殊榮，其地位堪比電影界的奧斯卡獎（Academy Awards）、音樂界的葛萊美獎（Grammy Awards）和舞台劇界的東尼獎（Tony Awards）。

## 獎項分類
黃金時段艾美獎現時按以下分類頒獎：
- 節目
  - 最佳喜劇類影集（英语：Primetime Emmy Award for Outstanding Comedy Series）
  - 最佳戲劇類影集（英语：Primetime Emmy Award for Outstanding Drama Series）
  - 最佳綜藝特輯(錄播)（英语：Primetime Emmy Award for Outstanding Variety Special (Pre-Recorded)）
  - 最佳綜藝特輯(直播)（英语：Primetime Emmy Award for Outstanding Variety Special (Live)）
  - 最佳電視電影（英语：Primetime Emmy Award for Outstanding Television Movie）
  - 最佳有限影集/獨立單元劇集（英语：Primetime Emmy Award for Outstanding Limited or Anthology Series）
  - 最佳綜藝系列脫口秀（英语：Primetime Emmy Award for Outstanding Variety Talk Series）
  - 最佳綜藝喜劇小品（英语：Primetime Emmy Award for Outstanding Variety Sketch Series）
  - 最佳真人競技節目
  - 寫實節目製作特別獎（英语：Primetime Emmy Award for Exceptional Merit in Documentary Filmmaking）
- 導演
  - 喜劇類影集最佳導演（英语：Primetime Emmy Award for Outstanding Directing for a Comedy Series）
  - 戲劇類影集最佳導演（英语：Primetime Emmy Award for Outstanding Directing for a Drama Series）
  - 綜藝系列影集最佳導演（英语：Primetime Emmy Award for Outstanding Directing for a Variety Series）
  - 有限影集/獨立單元劇集及電視電影最佳導演（英语：Primetime Emmy Award for Outstanding Directing for a Limited or Anthology Series or Movie）
  - 寫實節目最佳導演（英语：Primetime Emmy Award for Outstanding Directing for a Documentary/Nonfiction Program）
- 編劇
  - 喜劇類影集最佳編劇（英语：Primetime Emmy Award for Outstanding Writing for a Comedy Series）
  - 戲劇類影集最佳編劇（英语：Primetime Emmy Award for Outstanding Writing for a Drama Series）
  - 綜藝系列影集最佳編劇（英语：Primetime Emmy Award for Outstanding Writing for a Variety Series）
  - 有限影集/獨立單元劇集及電視電影最佳編劇（英语：Primetime Emmy Award for Outstanding Writing for a Limited or Anthology Series or Movie）
  - 寫實節目最佳編劇（英语：Primetime Emmy Award for Outstanding Writing for a Nonfiction Programming）

- 主持人
  - 最佳真人/競技節目主持人
- 主演
  - 最佳喜劇類影集男主角（英语：Primetime Emmy Award for Outstanding Lead Actor in a Comedy Series）
  - 最佳喜劇類影集女主角
  - 最佳戲劇類影集男主角（英语：Primetime Emmy Award for Outstanding Lead Actor in a Drama Series）
  - 最佳戲劇類影集女主角（英语：Primetime Emmy Award for Outstanding Lead Actress in a Drama Series）
  - 有限影集/獨立單元劇集及電視電影最佳男主角（英语：Primetime Emmy Award for Outstanding Lead Actor in a Limited or Anthology Series or Movie）
  - 有限影集/獨立單元劇集及電視電影最佳女主角（英语：Primetime Emmy Award for Outstanding Lead Actress in a Limited or Anthology Series or Movie）
- 配角
  - 最佳喜劇類影集男配角（英语：Primetime Emmy Award for Outstanding Supporting Actor in a Comedy Series）
  - 最佳喜劇類影集女配角（英语：Primetime Emmy Award for Outstanding Supporting Actress in a Comedy Series）
  - 最佳戲劇類影集男配角（英语：Primetime Emmy Award for Outstanding Supporting Actor in a Drama Series）
  - 最佳戲劇類影集女配角（英语：Primetime Emmy Award for Outstanding Supporting Actress in a Drama Series）
  - 有限影集/獨立單元劇集及電視電影最佳男配角（英语：Primetime Emmy Award for Outstanding Supporting Actor in a Limited or Anthology Series or Movie）
  - 有限影集/獨立單元劇集及電視電影最佳女配角（英语：Primetime Emmy Award for Outstanding Supporting Actress in a Limited or Anthology Series or Movie）
- 客串
  - 最佳喜劇類影集男客串演員（英语：Primetime Emmy Award for Outstanding Guest Actor in a Comedy Series）
  - 最佳喜劇類影集女客串演員
  - 最佳戲劇類影集女客串演員（英语：Primetime Emmy Award for Outstanding Guest Actress in a Drama Series）
  - 最佳戲劇類影集男客串演員（英语：Primetime Emmy Award for Outstanding Guest Actor in a Drama Series）

### 創意藝術獎
創意藝術獎（Creative Arts Emmy Award）主要是為了嘉許幕後工作人員的獎項，其分類如下：
- 動畫
  - 最佳動畫節目（Animated Program）
  - 最佳動畫短片 (少於15分鐘)（Short-Format Animated Program, 15 minutes or less）
  - 最佳配音演出（Voice-Over Performance）
  - 動畫節目個人成就獎（Individual Achievement in Animation）
- 藝術指導
  - 最佳多攝像機影集藝術指導（Art Direction for a Multi-Camera Series）
  - 最佳單攝像機影集藝術指導（Art Direction for a Single-Camera Series）
  - 迷你影集/电视电影/特别节目最佳艺术指导（Art Direction for a Miniseries, Movie or a Special）
  - 综艺/音乐节目最佳艺术指导（Art Direction for a Variety or Music Program）
- 選角
  - 最佳喜劇類影集選角（Casting for a Comedy Series）
  - 最佳戲劇類影集選角（Casting for a Drama Series）
  - 迷你影集/电视电影/特别节目最佳选角（Casting for a Miniseries, Movie or a Special）
- 最佳兒童節目（Children's Program）
- 編舞
  - 最佳編舞（Choreography）
- 攝影
  - 最佳單攝像機影集攝影（Cinematography for a Single-Camera Series）
  - 最佳單攝像機影集攝影（Cinematography for a Multi-Camera Series）
  - 最佳一小時電視劇攝影（Cinematography for a One Hour Series）
  - 最佳半小時電視劇攝影（Cinematography for a Half-Hour Series）
  - 最佳迷你影集/電視電影摄影（Cinematography for a Miniseries or Movie）
  - 最佳写实节目摄影（Cinematography For Nonfiction Programming）
- 最佳商業廣告（Commercial）
- 服裝
  - 最佳影集服装（Costumes for a Series）
  - 最佳迷你影集/电视电影/特别节目服装（Costumes for a Miniseries, Movie or a Special）
- 髮型
  - 最佳影集髮型（Hairstyling for a Series）
  - 最佳迷你影集/电视电影/特别节目髮型（Hairstyling for a Miniseries, Movie or a Special）
- 互動電視
  - 最佳特定節目互動電視（Interactive Television, Program-Specific）
  - 最佳無特定節目互動電視（Interactive Television, Non-Program-Specific）
- 最佳燈光指導（Lighting Direction）
- 最佳片頭設計（Main Title Design）
- 化妝
  - 最佳影集/迷你影集/电视电影/特别节目化妆（整形/假肢）（Makeup for a Series, Miniseries, Movie or a Special. Prosthetic）
  - 最佳影集化妆（非整形/假肢）（Makeup for a Series, Non-Prosthetic）
  - 最佳迷你影集/电视电影/特别节目化妆（非整形/假肢）（Makeup for a Miniseries or a Movie, Non-Prosthetic）

- 音樂
  - 個人成就獎 - 古典音樂/舞蹈節目（Individual Achievement - Classical Music/Dance Programming）
  - 最佳電視劇編曲（Music Composition for a Series）
  - 最佳迷你影集/电视电影/特别节目编曲（Music Composition for a Miniseries, Movie or a Special）
  - 最佳音乐指导（Music Direction）
  - 最佳歌曲与歌词（Music And Lyrics）
  - 最佳片頭曲（Main Title Theme Music）
- 寫實節目
  - 最佳連續寫實節目（Nonfiction Series）
  - 最佳寫實特別節目（Nonfiction Special）
- 图像剪辑
  - 最佳单摄像机劇集图像剪辑（Single-Camera Picture Editing for a Drama Series）
  - 最佳单摄像机喜剧图像剪辑（Single-Camera Picture Editing for a Comedy Series）
  - 最佳单摄像机迷你影集/电视电影/特别节目图像剪辑（Single-Camera Picture Editing for a Miniseries, Movie or a Special）
  - 最佳多摄像机电视剧集图像剪辑（Multi-Camera Picture Editing for a Series）
  - 最佳多摄像机迷你影集/电视电影/特别节目图像剪辑（Multi-Camera Picture Editing for a Miniseries, Movie or a Special）
  - 最佳写实节目图像剪辑（Picture Editing For Nonfiction Programming）
- 音效剪辑
  - 最佳電視劇音效剪辑（Sound Editing for a Series）
  - 最佳迷你影集/电视电影/特別節目音效剪辑（Sound Editing for a Miniseries, Movie or a Special）
  - 最佳写实节目音效剪辑（Sound Editing For Nonfiction Programming）
- 最佳混音
  - 最佳单摄像机電視剧混音（Single-Camera Sound Mixing for a Series）
  - 最佳单摄像机迷你影集/电视电影混音（Single-Camera Sound Mixing for a Miniseries or a Movie）
  - 最佳多摄像机電視剧/特别节目混音（Multi-Camera Sound Mixing for a Series or Special）
  - 最佳综艺/音乐/特别节目混音（Sound Mixing for a Variety or Music Series or Special）
  - 最佳写实节目混音（Sound Mixing For Nonfiction Programming）
- 最佳特技协调（Stunt Coordination）
- 技术指导
  - 最佳電視剧技术指导、摄影、视频（Technical Direction, Camerawork, Video for a Series）
  - 最佳迷你影集/电视电影/特别节目技术指导、摄影、视频（Technical Direction, Camerawork, Video for a Miniseries, Movie or a Special）
- 視覺效果
  - 最佳電視劇特殊視覺效果（Special Visual Effects for a Series）
  - 最佳迷你影集/电视电影/特别节目特殊视觉效果（Special Visual Effects for a Miniseries, Movie or a Special）

### 廢除獎項
自艾美獎在1949年設立以來，有不少獎項被取消或變成獨立的艾美獎而分離出去，如體育節目艾美獎（Sports Emmys）或日間時段艾美獎等。
- 年度男演員（Actor of the Year）
- 年度女演員（Actress of the Year）
- 最佳直播節目（Best Live Show）
- 最佳新節目（Best New Program）
- 最佳直播體育特別節目（Outstanding Live Sports Special）†
- 日間時段電視劇最佳個人成就獎（Outstanding Program Achievement by Individuals in Daytime Drama）‡
- 日間時段電視劇最佳節目成就獎（Outstanding Program Achievement in Daytime Drama）‡
- 年度節目（Program of the Year）
- 最佳綜藝/音樂節目個人表現（Individual Performance in a Variety or Music Program）
- 最佳動畫節目（一小時或以上）（Animated Program, for Programming One Hour or More）
- 最佳綜藝系列影集（英语：Primetime Emmy Award for Outstanding Variety Series）（Outstanding Variety Series）
- 最佳真人節目（英语：Primetime Emmy Award for Outstanding Reality Program）（Outstanding Reality Program）

† 代表被體育節目艾美獎的相似獎項分類取替。
‡ 代表被日間時段艾美獎的相似獎項分類代替。

## 最多提名
最多提名的電視節目
- 《週六夜現場》（Saturday Night Live）：142項
- 《仁心仁術》（ER）：124
- 《飲勝》（Cheers）：117項

單年最多提名的喜劇
- 《娛樂揸Fit人》（30 Rock）：2009年，22項

單年最多提名的劇集
- 《紐約重案組》（NYPD Blue）：1994年，27項

單年最多提名的動畫節目
- 《辛普森家族》（The Simpsons）：1992年，7項

最多提名的迷你影集
- 根（Roots）：1977年，37項

最多提名的電視電影
- 埃莉諾與富蘭克林（Eleanor and Franklin），1976年、埃莉諾與富蘭克林：白宮歲月（Eleanor and Franklin: The White House Years），1977年、魂歸傷膝鎮（Bury My Heart at Wounded Knee），2007年和灰色花園（Grey Gardens），2009年：17項

單年最多提名的綜藝節目
- 《週六夜現場》：2011年，16項

最多提名而沒有任何得獎的人士
- 安琪拉·蘭斯伯里（Angela Lansbury）：1983至2005年，共18項

## 最多得獎
個人最多得獎者
- 舒拉·尼凡斯（Sheila Nevins）：22項

最多得獎電視節目
- 《歡樂一家親》（Frasier）：37項

最多得獎喜劇
- 《費氏話你知》：37項

最多得獎劇集
- 《白宮群英》（The West Wing）：26項[3]
- 《山街藍調》（Hill Street Blues）：26項[3]

首季最多得獎節目
- 《白宮群英》：9項

單季最多得獎節目
- 《幕府将军》：18項

最佳喜劇類得獎最多節目
- 《費氏話你知》：5項

最佳劇集得獎最多節目
- 《山街藍調》：4項[3]
- 《洛城法網》（L.A. Law）：4項[3]
- 《廣告狂人》（Mad Men）：4項[4]
- 《白宮群英》：4項[3]

最多得獎動畫節目
- 《辛普森家族》：27項

最多得獎迷你影集
- 《約翰·亞當斯》（John Adams）：2008年，13項

最多得獎電視電影
- 《埃莉諾與富蘭克林》：1976年，11項

單年最多得獎電視台
- CBS：1974年，44項

最多演出類獎項得獎者
- 克勞斯·利德曼（Cloris Leachman）：8項
- 爱德华·阿斯纳（Ed Asner）：7項
- 瑪麗·泰勒·摩爾（Mary Tyler Moore）：7項
- 貝蒂·懷特（Betty White）：6項

最多同一節目及同一角色得獎者
- 《安迪·格里菲斯秀》（The Andy Griffith Show）的唐·諾茨（Don Knotts）：5項
- 《風雲女郎》（Murphy Brown）的甘蒂絲·柏根（Candice Bergen）：5項

最多同一角色而不同節目得獎者
- 瑪麗·泰勒·摩爾秀（The Mary Tyler Moore Show）及《盧·格蘭特》（Lou Grant）的爱德华·阿斯纳：5項

## 另見
- 艾美獎

## 外部連結
- 黃金時段艾美獎 （页面存档备份，存于）
- emmys.com - 黃金時段艾美獎進階搜尋 （页面存档备份，存于）
- 艾美獎近年提名及獲獎名單 （页面存档备份，存于） 在DigitalHit.com
- 解謎：艾美獎如何投票選出勝出者 （页面存档备份，存于） 在GoldDerby.com